# Bosc-Renoult-en-Roumois
Bosc-Renoult-en-Roumois ist eine Ortschaft und eine Commune déléguée in der französischen Gemeinde Thénouville mit 402 Einwohnern (Stand: 1. Januar 2019) im Département Eure in der Region Normandie. Sie gehörte zum Arrondissement Bernay und zum Kanton Bourgtheroulde-Infreville. Die Einwohner werden Bosc-Renoulthiens und Bosc-Renoulthiennes genannt.
Mit Wirkung vom 1. Januar 2017 wurden die ehemaligen Gemeinden Bosc-Renoult-en-Roumois und Theillement zur Commune nouvelle Thénouville zusammengeschlossen. Der Verwaltungssitz befindet sich im Ort Bosc-Renoult-en-Roumois.

## Lage
Bosc-Renoult-en-Roumois liegt etwa 37 Kilometer südwestlich von Rouen.

## Bevölkerungsentwicklung
| 1962                      | 1968 | 1975 | 1982 | 1990 | 1999 | 2006 | 2013 |
| ------------------------- | ---- | ---- | ---- | ---- | ---- | ---- | ---- |
| 109                       | 99   | 155  | 399  | 401  | 388  | 427  | 432  |
| Quelle: Cassini und INSEE |      |      |      |      |      |      |      |

## Sehenswürdigkeiten

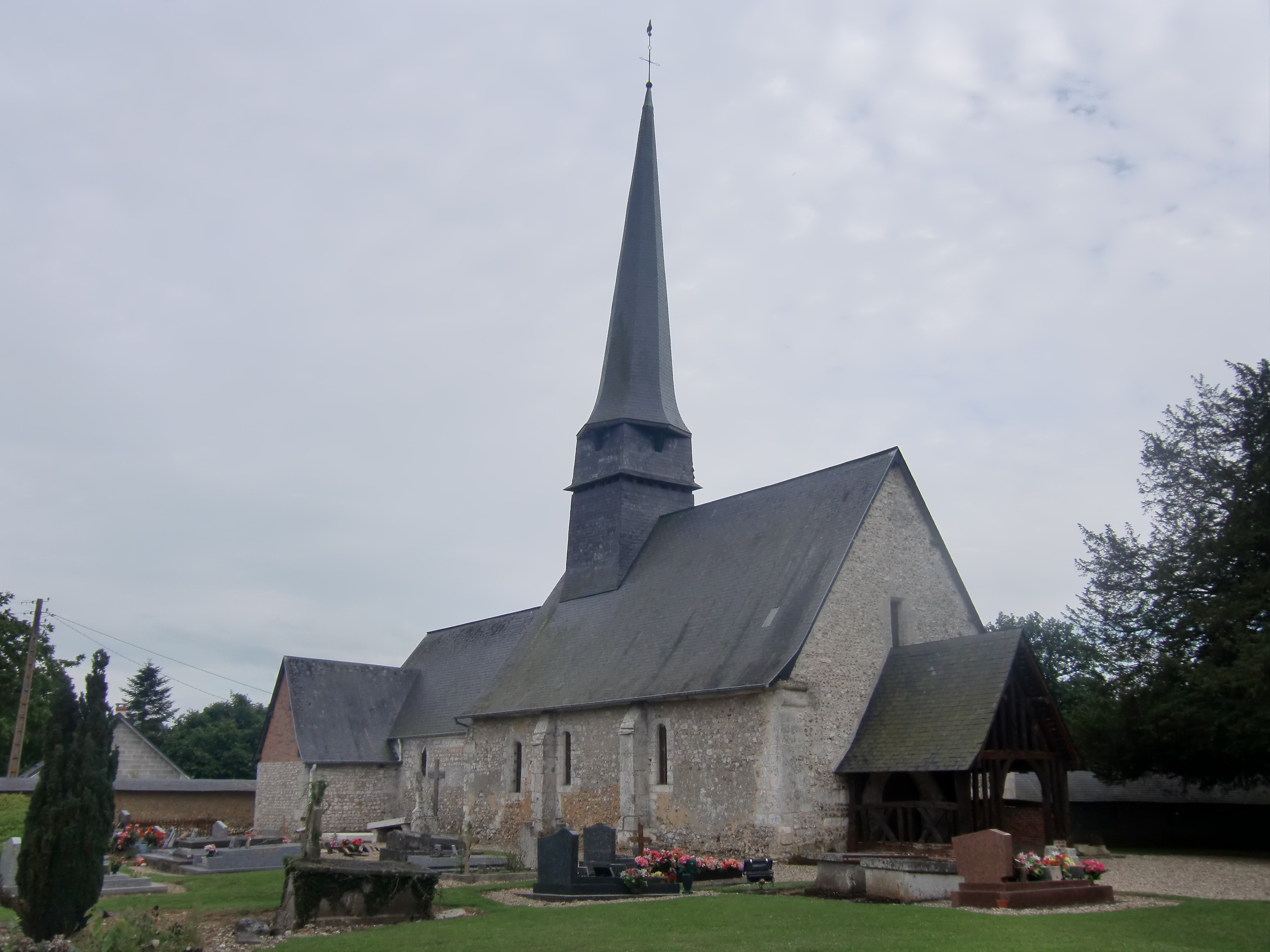
Kirche Saint-Clair

- Kirche Saint-Clair